# 里卡尔多·门乔蒂
里卡尔多·门乔蒂（1994年9月28日—），意大利男子游泳运动员。他曾代表意大利参加2016年和2020年夏季残疾人奥林匹克运动会游泳比赛，其中2020年夏季残奥会获得一枚铜牌。